# Ravenna (Míchigan)
Ravenna es una villa ubicada en el condado de Muskegon en el estado estadounidense de Míchigan. En el Censo de 2010 tenía una población de 1219 habitantes y una densidad poblacional de 387,37 personas por km².

## Geografía
Ravenna se encuentra ubicada en las coordenadas 43°11′17″N 85°56′28″O / 43.18806, -85.94111. Según la Oficina del Censo de los Estados Unidos, Ravenna tiene una superficie total de 3.15 km², de la cual 3.14 km² corresponden a tierra firme y (0.08%) 0 km² es agua.

## Demografía
Según el censo de 2010, había 1219 personas residiendo en Ravenna. La densidad de población era de 387,37 hab./km². De los 1219 habitantes, Ravenna estaba compuesto por el 94.01% blancos, el 0.25% eran afroamericanos, el 0.66% eran amerindios, el 0% eran asiáticos, el 0% eran isleños del Pacífico, el 3.36% eran de otras razas y el 1.72% pertenecían a dos o más razas. Del total de la población el 6.4% eran hispanos o latinos de cualquier raza.